# Santa Margherita d'Adige
Santa Margherita d'Adige är en ort och frazione i kommunen Borgo Veneto i provinsen Padova i regionen Veneto i Italien.
Kommunen upphörde den 17 februari 2018 när den tillsammans med de tidigare kommunerna Megliadino San Fidenzio och Saletto bildade den nya kommunen Borgo Veneto. Den tidigare kommunen hade 2 262 invånare (2017).